# Liaoxiornis
|  | Dieser Artikel wurde aufgrund von formalen oder inhaltlichen Mängeln in der Qualitätssicherung Biologie zur Verbesserung eingetragen. Dies geschieht, um die Qualität der Biologie-Artikel auf ein akzeptables Niveau zu bringen. Bitte hilf mit, diesen Artikel zu verbessern! Artikel, die nicht signifikant verbessert werden, können gegebenenfalls gelöscht werden. Lies dazu auch die näheren Informationen in den Mindestanforderungen an Biologie-Artikel. |

Liaoxiornis ist der kleinste mesozoische Vogel der Jehol-Biota.

## Merkmale

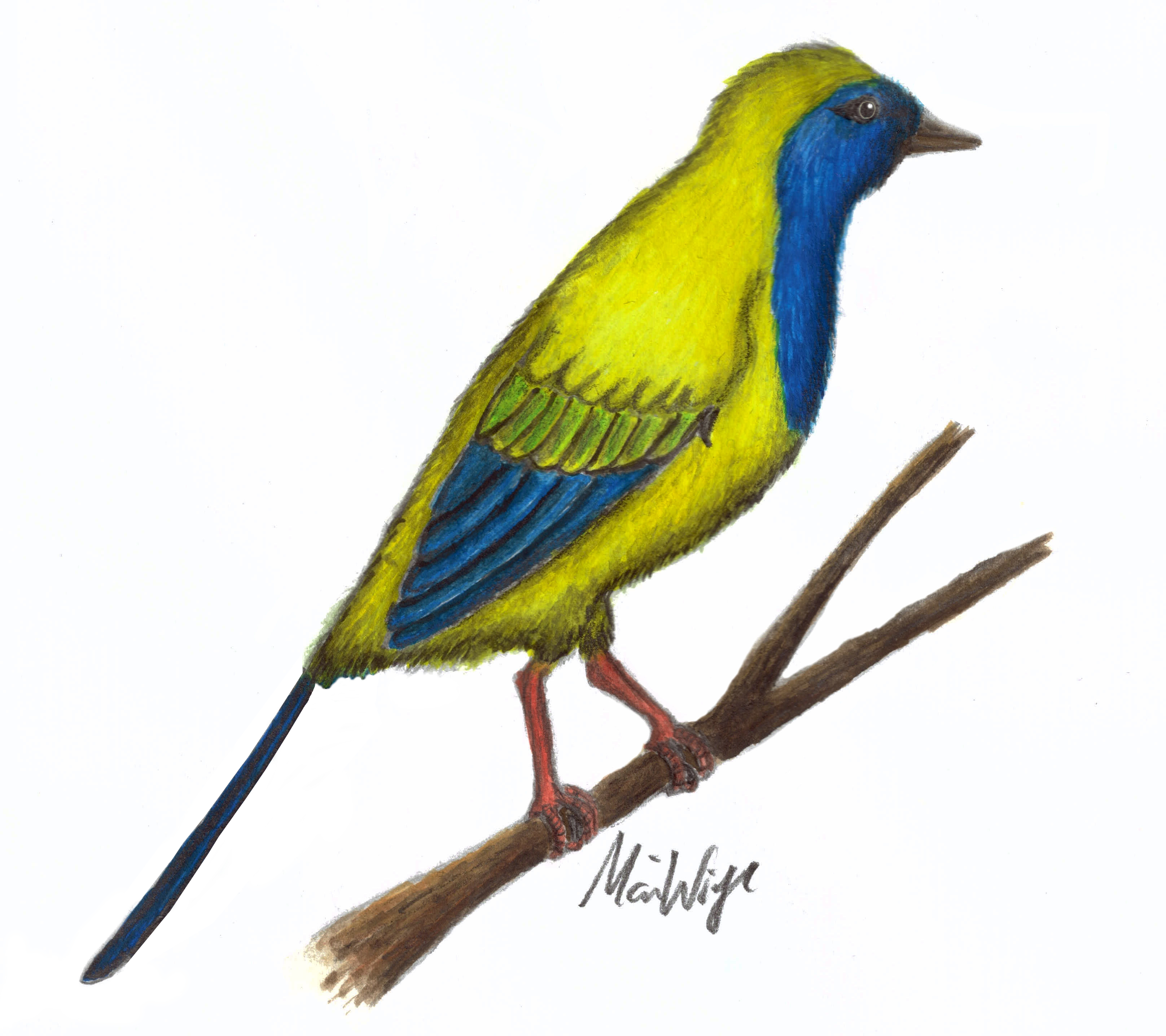
Künstlerische Lebendrekonstruktion von Liaoxiornis

Liaoxiornis ist in etwa so groß wie ein Sperling. Er hat einen großen, tief sitzenden Schädel mit bezahnten Kiefern. Er weist sowohl primitive als auch entwickeltere Federn auf. Seine Oberschenkelknochen sind länger als seine Oberarmknochen. Sein Pygostyl ist zudem länger als sein Nacken. Seine Mittelhandknochen sind miteinander verwachsen und er besitzt weniger Finger als noch Archaeopteryx oder Confuciusornis. Das einzige bekannte Exemplar ist nur juvenil oder subadult und deshalb taxonomisch wenig aussagekräftig.

## Arten

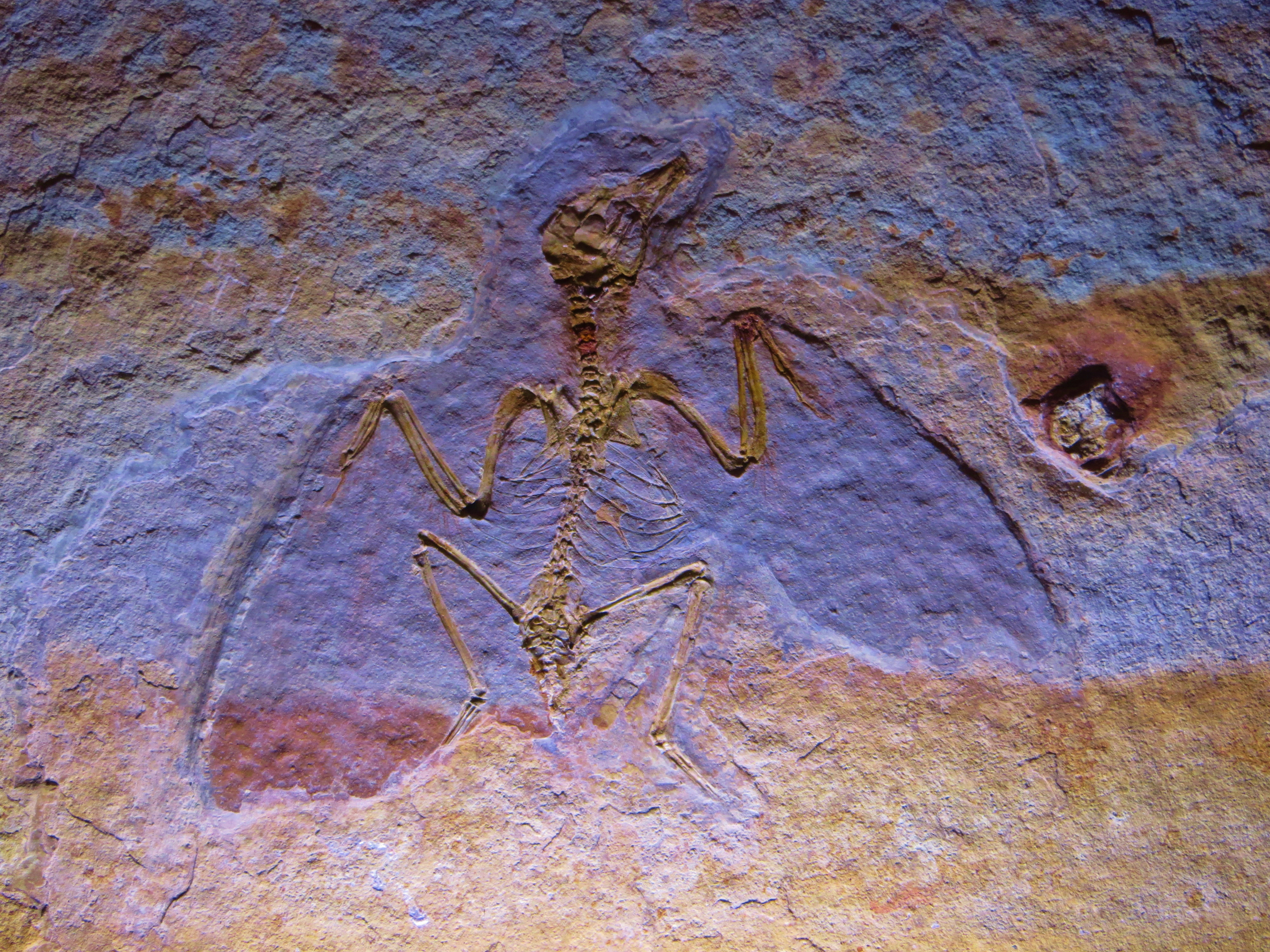
Exemplar von Liaoxiornis delicatus am Museo di Storia Naturale di Venezia, Venedig

Einzig die Art Liaoxiornis delicates HOU, CHEN, 1999 ist bekannt mit Typusexemplar am Nanjing Institute of Paleontology and Geology. Einen Monat nach dieser Veröffentlichung wurde ein Exemplar am National Geological Museum of China (Peking), von Li und Li als Lingyuanornis parvus beschrieben. Bald danach stellte es sich heraus, dass beide Museen verschiedene Seiten (Positiv- und Negativabdruck) genau desselben Exemplars erworben hatten. Da Liaoxiornis delicatus durch die frühere Beschreibung festgelegt worden war, ist dies der gültige Name und Lingyuanornis parvus lediglich ein Synonym.